# Fuckparade
La Fuckparade (« parade de la baise » en anglais) est une manifestation annuelle de musiques électroniques basées techno (notamment hardcore et gabber), se déroulant à Berlin en Allemagne. L'événement s'est déroulé pour la première fois en 1997, comme une manifestation critique vis-à-vis des dérives commerciales de la Love Parade,,. L'événement a rencontré des problèmes avec les autorités en 2001, mais en 2007, le tribunal administratif fédéral allemand considère que l'événement répond aux critères d'une manifestation.

## Dénomination
« Fuckparade » est une forme abrégée de « Fuck the Love Parade ». Elle avait été nommée « Hateparade » (« parade de la haine » en anglais) pour sa première édition de 1997, par opposition à la Love Parade.